# Amerikanska Samoa

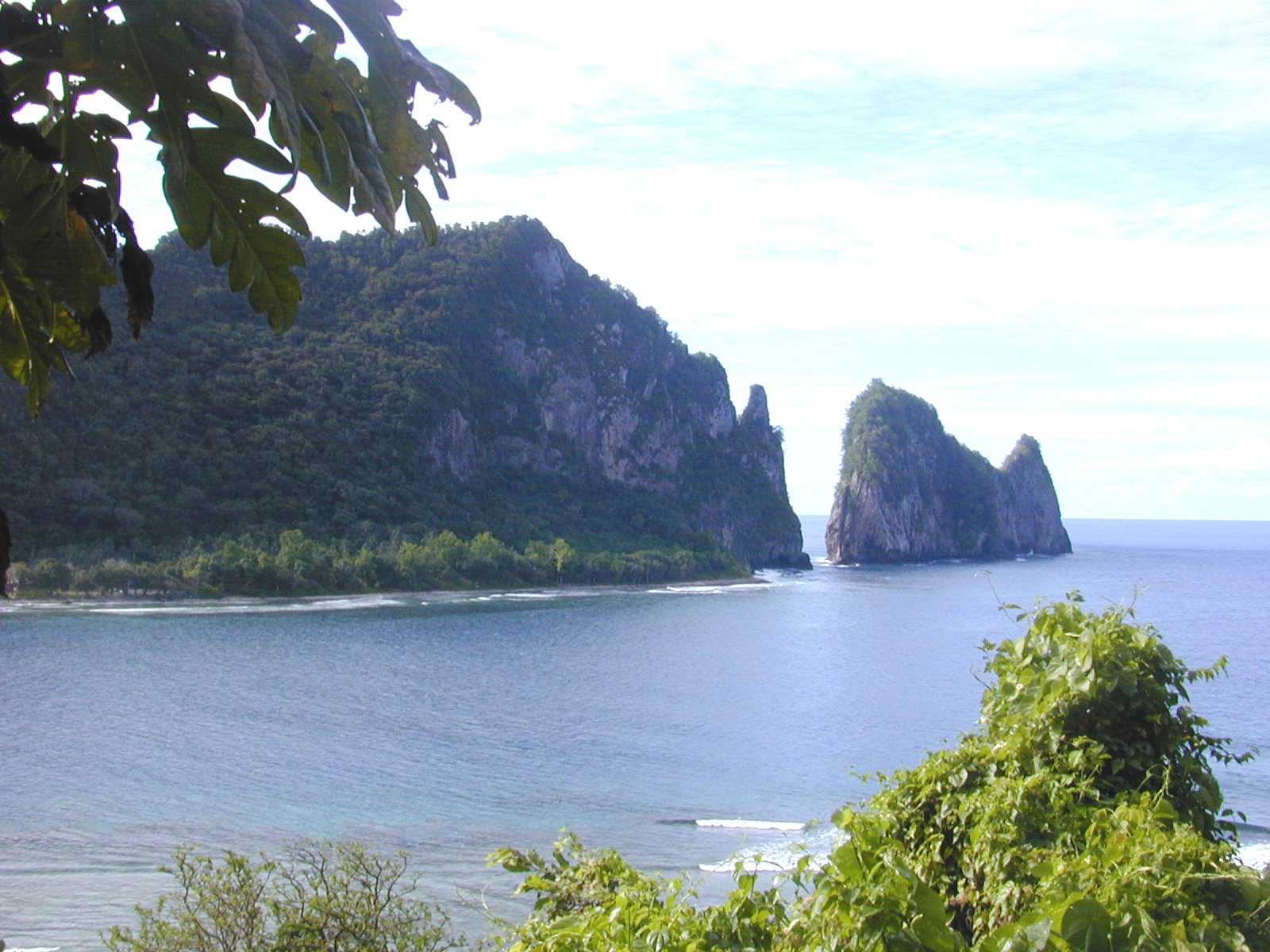
Tutuila

Amerikanska Samoa (engelska American Samoa, samoanska Amerika Samoa eller Samoa Amelika) är ett amerikanskt territorium bland Samoaöarna i Polynesien i södra Stilla havet. FN anser området vara ett icke-självstyrande område.
Territoriets formella status är att det är icke-inkorporerat och icke organiserat, det vill säga att det inte är förenat eller en del av USA på samma sätt som de 50 delstaterna i unionen samt att det inte har tillerkänts någon egen lokal författning. Under en stadga åtnjuter man dock ett lokalt självstyre. Invånarna har amerikanska pass och tillerkänns amerikansk nationalitet, men de är inte amerikanska medborgare. Detta innebär exempelvis att de inte har rösträtt vid amerikanska federala val, samt att de har möjlighet att ansöka om uppehållstillstånd och medborgarskap i USA som andra icke-medborgare för att kunna åtnjuta dessa rättigheter.

## Historia
Samoaöarna beboddes av polynesier sedan 1000-talet f.Kr.. Den nederländske upptäcktsresanden Jakob Roggeveen blev den 13 juni 1722 den förste europé att besöka Samoaöarna. Även franske Louis Antoine de Bougainville besökte området 1768 som då namngav öarna "Iles Navigateurs". Européernas intresse för ögruppen var litet en lång period efter deras upptäckt men 1871 föreslog den nyzeeländska förvaltningen att området skulle annekteras av Storbritannien dock utan att detta verkställdes. 1872 undertecknade USA genom Commander Richard Meade ett fördrag med lokalbefolkningen där USA garanterades en kolpåfyllningsstation i Pago Pago.
Senare utökades stormakternas rivalitet i området när även Kejsardömet Tyskland etablerade kolonier i Stilla havet och 1884 lämnade den lokale kungen en petition till drottning Viktoria av Storbritannien där man önskade bli en brittisk koloni. 1899 reglerade slutligen USA, Storbritannien och Kejsardömet Tyskland sina konflikter genom Berlinfördraget där Samoa delades mellan USA (se även USA:s territoriella expansion) och Kejsardömet Tyskland. Tyskland fick  Västra Samoa medan USA fick Amerikanska Samoa. Den 17 april 1900 övergår först Tutuilaöarna formellt till USA:s förvaltning och den 16 juli 1904 tillkommer även Manu'aöarna och Roseatollen. Den 4 mars 1925 annekteras slutligen även Swainsön och införlivas i Amerikanska Samoa.
Amerikanska Samoa förvaltades av den amerikanska flottan (US Navy) från den 17 februari 1900 till den 29 juni 1951 då förvaltningen övergick till det amerikanska inrikesdepartementet (US Department of the Interior). Den 22 april 1960 erhöll Amerikanska Samoa status som autonomt territorium och den nuvarande flaggan antogs den 24 april. Den 31 oktober 1988 inrättades American Samoa nationalpark som omfattar delar av Tutuila, Ofu och Ta'u.

## Geografi
Amerikanska Samoa ligger cirka 350 kilometer öster om Wallis- och Futunaöarna och cirka 550 km väster om Cooköarna i den östra delen av ögruppen Samoaöarna.
Öarna har en sammanlagd areal om cirka 199 km² och består av fem större öar fördelade på två ögrupper och två atoller:
- Tutuilaöarna med
  - Tutuila, huvudön
  - Aunu'u
- Manu'aöarna, cirka 110 km öster om huvudön med
  - Ta'u
  - Ofu
  - Olosega
- Roseatollen, cirka 250 km öster om huvudön
- Swainsön, cirka 300 km nordväst om huvudön

Den högsta höjden är Lata Mountain på cirka 964 meter över havet och ligger på Ta'u. Befolkningen uppgår till cirka 57 500 invånare där cirka 19 000 bor i huvudorten Pago Pago på Tutuila.
Ögruppens huvudflygplats Pago Pago (Pago Pago International Airport, flygplatskod "PPG") ligger på Tutuilas sydvästra del och har kapacitet för internationellt flyg.

### Klimat och miljö
Amerikanska Samoa har ett tropiskt klimat, dvs varmt och fuktigt. Regnperioden varar från november till april och tyfoner är vanliga mellan december och mars. Den bästa restiden är mellan maj och oktober.

### Administrativ indelning
Amerikanska Samoa är uppdelad i tre distrikt och två öar:
Eastern, Western, Manu'a samt Rose och Swain. Parlamentet "Fono" har sitt säte i stadsdelen Fagatogo i Pago Pago.

## Sport
Amerikanska Samoa är kraftigt överrepresenterat i NFL, den professionella ligan för amerikansk fotboll i USA. Omkring 30 etniska samoaner spelar för lag i NFL och mer än 200 spelar i collegeserien NCAA division ett. Fotbollskulturen på ön beskrevs i TV-programmet 60 Minutes den 17 januari 2010.